# Unión Lituana de Prisioneros políticos y Deportados
La Unión Lituana de Prisioneros Políticos y Deportados (en lituano: Lietuvos politinių kalinių ir tremtinių sąjunga, LPKTS) fue un partido político lituano que operó entre 1990 y 2004.  Representaba los intereses de las víctimas del régimen soviético, especialmente de los prisioneros políticos y deportados hacia Siberia.

## Historia
El partido fue establecido el 30 de julio de 1988 como el Club de los Exiliados (Tremtinio klubas), que posteriormente se convierte en partido político. En las elecciones parlamentarias de 1992 se postuló bajo una alianza entre el Partido Democrático Cristiano y el Partido Democrático. La lista conjunta obtuvo 18 escaños, en la que el LPKTS obtuvo 2 escaños. Posteriormente se postulan en las elecciones parlamentarias de 1996, pero solo obtienen 1 escaño.
Audrius Butkevičius fue uno de los fundadores y presidentes de su partido.
El partido estableció una alianza con la Unión de la Patria en las elecciones parlamentarias de 2000, con 19 de sus candidatos en la lista de la Patria. En 2004 se fusionó con la Unión de la Patria - Demócrata - Cristianos Lituanos.